# Гонолек бурундійський
Гонолек бурундійський (Laniarius willardi) — вид горобцеподібних птахів родини гладіаторових (Malaconotidae). Мешкає в Бурунді та Уганді і має рівномірне чорне забарвлення.

## Опис
Бурундійський гонолек був описаний в 2010 році за п'ятьма екземлярами, зібраними Музеєм природної історії і початково ідентифікованими, як гірські гонолеки (Laniarius poensis). Чотири екземпляри були зібрані в 1997 році на банановій плантації на півдні Уганди, а п'ятий — в 1991 році в Бурунді.
Основною ознакою, за якою бурундійські гонолеки відрізняються від гірських є колір їх очей: вони сірі або блакитнувато-сірі, на відміну від червонувато-чорних та чорних очей у гірських гонолеків. Ще в 1910 році дослідниками були зібрані екземпляри гонолеків з сірими райдужками, однак тоді віни були віднесені до L. poensis. Новий вид гонолеків був названий на честь куратора колекцій Музея природної історії Девіда Вілларда.
Бурундійські гонолеки вважаються потенційно вразливим видом. Вони живуть в гірських тропічних лісах на висоті від 1200 до 2000 м над рівнем моря, частково вирублених під чайні плантації.